# Kimsooja
 (mars 2024).
Kimsooja, née en 1957 à Daegu (Corée du Sud) est une artiste conceptuelle et pluridisciplinaire[précision nécessaire] basée à la fois à New-York, Séoul et Paris. 
Sa pratique artistique s'étend sur un prisme allant de l'installation in-situ à la performance, en passant par la photographie et la vidéo, convoquant à la fois textile, lumière et son, éléments au centre de son œuvre.[non neutre]
Kimsooja interroge ainsi les conditions de l'humanité à travers les thèmes du voyage, du nomadisme, de la migration, du féminin, tout en abordant diverses questions de l'ordre de l'esthétique, de la culture, de la politique ou encore de l'environnement. Elle développe alors dans son travail plusieurs concepts, tels que le bottari ou encore le principe du non-faire ("non-doing" et "non making"), résultant d'investigations conceptuelles et structurelles cherchant à renverser le statut d'artiste.[non neutre]
L'ensemble de l'œuvre de Kimsooja invite à questionner nos existences, le monde et les enjeux de notre temps.[non neutre]
Parmi les projets récents de l'artiste, on peut noter l'exposition Sowing into Painting, Wanas Konst, Suède. Elle est également l'invitée d'honneur de Traversées/Kimsooja, événement célébrant l'art contemporain dans la ville de Poitiers, France (2019-2020) et elle participe aussi récemment au renouvellement de certains vitraux de la cathédrale Saint-Étienne de Metz, France (2020-2022).

## Repères biographiques
Entre 1980 et 1984, Kimsooja réalise d'abord des études de peinture à l'université Hongik à Séoul. Sa spécialisation en tant que peintre a par la suite une influence sur le développement de son œuvre et sa conception de l'art.
En 1984, elle suit un atelier de lithographie à l'École nationale des Beaux-Arts de Paris.
Elle a par la suite plusieurs expériences de résidences, en France, au Japon et aux États-Unis, notamment au MoMA PS1 de 1993 à 1993.
Elle vit actuellement entre New York, Séoul et Paris.
Son travail a été inclus dans plus de 30 biennales et triennales d'art contemporain. Kimsooja est notamment l’artiste invitée du Pavillon coréen lors de la 55e Biennale de Venise (2013) et elle représente également la Corée lors de la 26e Biennale de São Paulo (1998). Elle participe, entre autres, à la documenta 14 à Cassel, ANTIDORON – the EMST Collection (2017) ainsi qu’aux biennales et triennales internationales de Busan (2016, 2002), Venise (2019, 2013, 2007, 2005, 2001, 1999), Gwangju (2012, 2002, 1995), Moscou (2009), Lyon (2002), Istanbul (1997) et Manifesta 1 (1996).
L'œuvre de Kimsooja fait également l'objet de nombreuses expositions personnelles : Peabody Essex Museum, Salem, États-Unis (2019) ; Yorkshire Sculpture Park, West Bretton, Royaume-Uni (2018-2019) ; Perth institute of contemporary arts (2018) ; Musée des Beaux-arts du Liechtenstein (2017) ; Musée national d’art moderne et contemporain de Séoul (2016) ; Centre Pompidou Metz (2015) ; Musée Guggenheim Bilbao (2015) ; Galerie d'art de Vancouver (2013) ; Musée d'Art moderne et contemporain de Saint-Étienne Métropole (2012) ; Pérez Art Museum Miami (PaMM) (2012) ; Baltic center for contemporary art Gateshead, Royaume-Uni (2009) ; Hirshhorn Museum and Sculpture Garden (2008); BoZar, Bruxelles (2008) ; Palais de Cristal de Madrid, Musée national centre d’art Reina Sofia, Madrid (2006) ; Musée national d’art contemporain d’Athènes (2005) ; Museum Kunstpalast Dusseldorf (2004) ; Musée d'Art contemporain de Lyon (2003) ; PAC, Milan (2003) ; Kunsthalle Vienne (2002) ;  Kunsthalle de Berne (2001) ; MoMA PS1, New York (2001) ; Rodin Gallery, Leeum Samsung Museum of Fine Art, Seoul (2000) ; ICC Tokyo (2001) ; et CCA Kitakyushu (1999).

## Œuvre

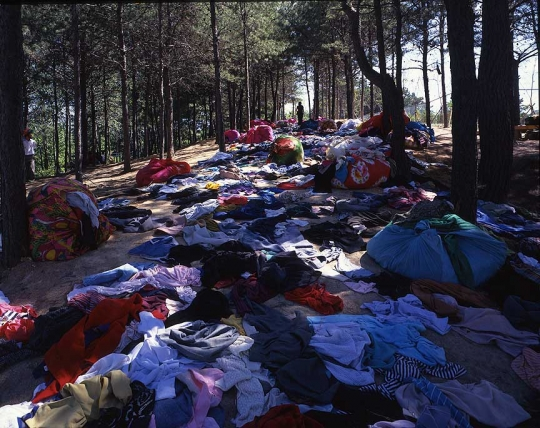
Kimsooja, Sewing Into Walking, 1995

La pratique de Kimsooja se compose principalement de performances, films, photographies et installations. Un travail qui se veut souvent immersif, à la fois conceptuel et expérimental. Il renvoie à notre milieu immédiat, à notre environnement proche afin d'inviter à une conscience de soi et des autres.
Parmi les nombreux projets menés par l'artiste, certains thèmes, celui du voyage et du nomadisme par exemple, mais également des matériaux, tels que le tissu et le verre, sont récurrents et sont désormais devenus emblématiques de l'univers artistique de Kimsooja.

### Travaux d'aiguille -Sewn works
Durant son cursus universitaire, elle développe une attention particulière à la relation de l'humain au textile notamment, et à l'expérience du monde en général. Le textile, fortement lié à la tradition et au féminin tout en étant empreint d'une dimension universelle, dispose d'un rôle majeur dans le travail de l'artiste, à la fois comme matière d'œuvre mais aussi comme support plastique et conceptuel.
Ses séries intitulées "Sewing" (de 1983 à 1992) représentent ses premiers travaux avec le tissu. Assemblé et noué, le textile forme des structures, synthétisant une vision du monde enchevêtrée dans un système d'horizontalité et de verticalité. Ce travail ne constitue plus simplement une toile ou un écran illusoire mais une véritable structure en tridimensionnelle.
Ces travaux initiaux et l'intérêt particulier porté par l'artiste pour le textile traditionnel sont d'abord inspirés des étoffes et vêtements possédés par sa grand-mère et sont ensuite développés à travers l'association entre travail féminin et domestique avec les ouvrages d'aiguille dans la culture coréenne en particulier.

#### Bottari
En s'inspirant de pratiques traditionnelles coréennes, les bojagi, Kimsooja récupère des tissus souvent issus de l'univers de la literie : couvre-lits, couvertures ou draps. Parfois en petits morceaux ils sont ensuite assemblés et brodés à la manière d'un patchwork. Les étoffes qui en résultent, souvent chatoyantes et colorées, sont exposées dans des lieux variés et de manières diverses : dépliées en nappes de tables de restaurant  ou encore nouées et enveloppées à la manière d'un objet de tissu traditionnel, le bottari. - littéralement emballer pour un voyage en Coréen- qui renvoie à un paquet ou baluchon, servant à envelopper et transporter toutes sortes d'objets personnels.
Ces paquets faits de couvre-lits ont par la suite inspiré le titre d'un certain nombre de sculptures et d'installations de Kimsooja, évoquant à la fois l'intime et le voyage tout en faisant également référence aux concepts d'emballage (wrapping) et de dépliage (unfolding).
Dans Sewing into Walking-Kyungju, 1994, la première performance vidéo de l'artiste, Kimsooja se rend dans la vallée de Kyungju, en Corée, où elle dépose plus de 2 tonnes de vêtements usagés sur le sol d'une forêt. Cette performance fait figure d'hommage aux victimes d'une rébellion démocratique dans la province de Gwangju en Corée en 1980.
Alors que le bottari ne pose à l'origine aucune contrainte particulière dans le choix du type d'étoffe, Kimsooja préfère néanmoins l'usage de tissus et vêtements de seconde main, rappelant le vécu et l'expérience de ces objets ainsi que leurs vies antérieures avant d'être transformés en œuvres d'art.
La bottari et l'acte de voyager restent des thèmes centraux de son œuvre et, toujours très liés, ils ne cessent de se côtoyer. C'est notamment le cas de l'installation Bottari Truck in Exile en 1999, réalisée sur la route alors qu'un camion rempli de piles de vêtements, enveloppés dans des couvre-lits en soie, se déplace d'un endroit à l'autre. Kimsooja a dédié cette œuvre, présentée à la Biennale de Venise, aux réfugiés de la guerre du Kosovo.

#### Deductive objects
À la suite d'une résidence au MoMA PS1 de 1992 à 1993, Kimsooja présente des sculptures qui reprennent des objets de la vie quotidienne, que l'artiste recouvre de tissu coréen traditionnel. Ces objets, en particulier les tissus aux couleurs vives, évoquent le bottari . L'installation s'étend sur la surface d'un mur où l'artiste introduit des morceaux de tissus entre les briques. Le dispositif mural est accompagné d'une composition d'objets divers et de tous les jours enveloppés dans du tissu bottari : porte-bagages, cadre de porte, crochet, scie, bobine, pelle, échelle...
L'artiste développe par la suite plusieurs séries de Deductive objects, de natures variées, avec ou sans étoffe, et en étend le concept.

#### Obangsaek
Le travail de la couleur par Kimsooja trouve souvent ses sources dans le spectre de couleur traditionnel Coréen appelé Obangsaek (en). Théorie originaire de la culture chinoise, il renvoie à plusieurs symboliques, représentant notamment les cinq directions cardinales, les cinq éléments et la théorie des cinq couleurs.

### Performances et vidéos

#### Cities on the Move  - Bottari Truck
En 1997, Kimsooja entreprend un voyage de 2 727 km à travers la Corée du Sud. Cities on the Move  - Bottari Truck est une vidéo la représentant de dos, perchée sur un camion rempli de bottaris (baluchon de nomade coréen). Cette œuvre symbolise le thème du voyage et de l'errance de l'art contemporain mondialisé. La vidéo sera projetée à travers un périple jusqu'à l'église Saint-Bernard.

#### A Needle Woman

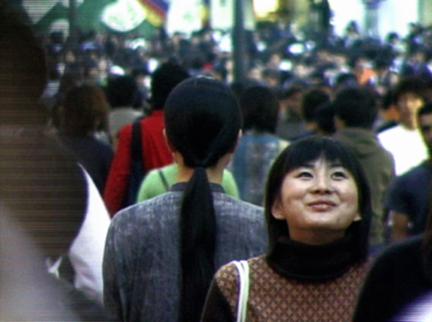
Kimsooja, A Needle Woman, Tokyo, 1999. Video Performance

En 1999, Kimsooja propose la projection de sa performance A Needle Woman au CCA Kitakyūshū au Japon. Exposée à plusieurs reprises, cette installation se présente dans sa version la plus aboutie à l'InterCommunication Center de Tokyo, au printemps 2000. Elle est ensuite présentée à MoMa PS1 en 2001, au Kunsthalle Bern en 2001, et fut l'objet d'une présentation sur la façade de l’hôtel de ville de Paris à l'occasion de La Nuit Blanche 2009. Filmée de dos, vêtue d'une longue robe noire, sur six écrans disposés en rectangle, l'artiste se dévoile dans divers paysages urbains ou naturels : debout dans une rue passagère à New York, à Delhi, à Shanghai, à Tokyo ; allongée, seule, sur un rocher à Kitakyūshū, au Japon ; debout de nouveau et seule encore, devant la Jamuna, une rivière indienne.

#### Thread Routes

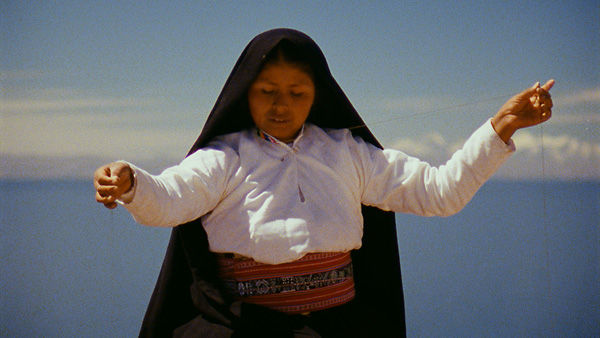
Kimsooja, Thread Routes Chapter I, 2010. Video, 29:31, son, film 16 mm transféré au format HD

Débutée en 2010 et tournée en 16 mm, la série de films Thread Routes est une exploration du monde à travers diverses pratiques liées au textile, envisagée par Kimsooja telle une anthropologie visuelle.
Les différents chapitres de Thread Routes sont autant d’invitations au voyage que des indicateurs des relations à l’œuvre entre le traitement du textile, l’architecture et les paysages environnants. Les six chapitres de la série sont filmés respectivement au Pérou, en Europe, en Inde, Chine, Amérique du Nord et Maroc et ont été présentés dans plusieurs musées internationaux tels que le Musée Guggenheim de Bilbao en 2015, CC Strombeek et le Musée national d’art moderne et contemporain de Séoul en 2016, le Musée des Beaux-arts du Liechtenstein en 2017, et le Musée Sainte-Croix de la Ville de Poitiers en 2019.

#### Autres œuvres audiovisuelles
En 2008, A Mirror Woman : The Sun and the Moon est un projet vidéo pour la Shiseido Art Foundation dans lequel Kimsooja filme le soleil, la lune et l'océan de Goa, en Inde. Ces derniers sont superposés par l'image, recréant une éclipse. La fusion des éléments naturels interroge notamment la relation yin et yang qu'ils entretiennent, un thème régulièrement abordé par l'artiste,
Dans Earth – Water – Fire – Air, une vidéo présentée en 2009 pour la biennale de Lanzarote en Espagne, Kimsooja filme la fusion des éléments sur une île des Canaries. Ce travail convoque des contrastes entre permanence et impermanence, verticalité et horizontalité.

### Installations in situ

#### A Lighthouse Woman
A Lighthouse Woman (2002) est une installation consistant en la projection d'un spectre lumineux sur le phare de l'île de Morris Island aux États-Unis, pour le festival de Spoleto en 2002. Ce projet inaugure une série d'installations commémoratives qui incluent les suivantes: Sewing Into Walking - Dédié aux victimes de Kwangju, 1995; Planted Names, 2002; Mandala: Chant for Auschwitz, 2010; et A Mirror Woman: The Ground of Nowhere, 2003.

#### To Breathe
À l'occasion de son installation To Breathe: Invisible Mirror/ Invisible Needle, présentée à La Fenice de Venise en 2006, Kimsooja projette un spectre coloré sur un écran occupant la scène de théâtre. Une bande son intitulée The Weaving Factory (2004) diffuse un couplet d'inspiration et d'expiration du souffle de l'artiste.

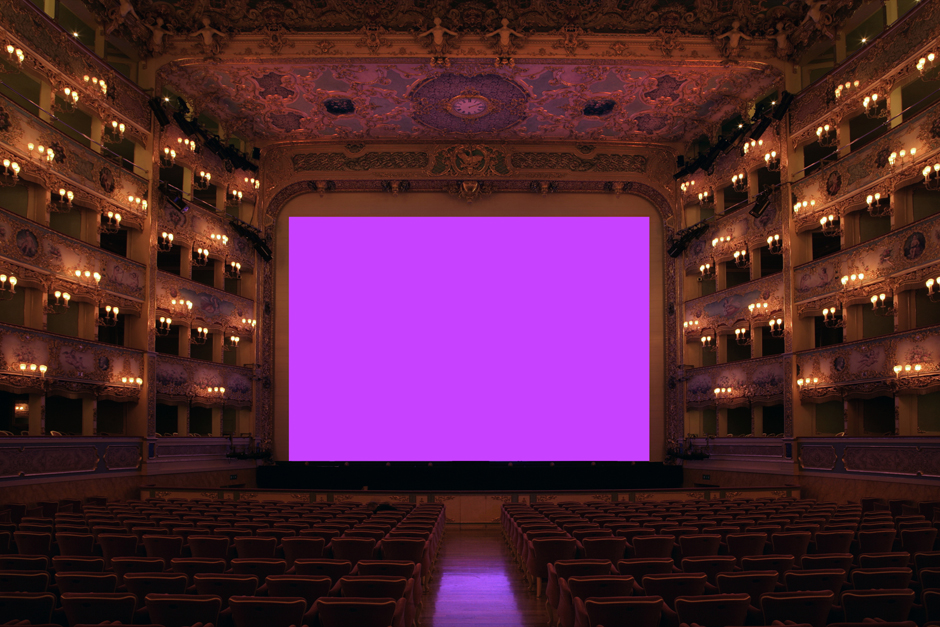
Kimsooja, To Breathe - Invisible Mirror / Invisible Needle, La Fenice, Venise, 2006.

Traditionnellement utilisé pour transporter des effets personnels, l’artiste coréenne étend le concept du Bottari à des espaces et à des architectures. Dans To Breathe – A Mirror Woman, développé pour le Palais de Cristal de Madrid en 2006, Kimsooja recouvre le sol du palais de miroirs et applique sur les vitres de la coupole un film transparent et diffractant capable de disperser la lumière. Le dispositif lumineux s'accompagne également du son de la respiration de l'artiste remplissant l'espace.
Kimsooja représente La Corée du Sud pour la 55e Biennale de Venise en 2013. Pour le pavillon coréen, elle propose l'installation To Breathe: Bottari et recouvre le pavillon du film transparent dispersant la lumière et faisant apparaitre un spectre lumineux, illuminant ainsi la structure interne du bâtiment d'auréoles de couleur. Sa bande son The Weaving Factory (2004-2013) remplit l'espace avec un rythme alterné d'inspirations et d'expirations. Aussi présent dans l'installation To Breathe: Blackout (2013), une chambre anéchoïque où le public est plongé dans l'obscurité et le silence absolu.

#### Traversées/Kimsooja, Poitiers
En 2019, Kimsooja investit la Ville de Poitiers à l’occasion de la première édition de Traversées, un nouvel événement artistique et culturel international, intimement lié au destin d’un édifice majeur, le Palais des ducs d’Aquitaine, et de son quartier, cœur historique et patrimonial de la ville. Pour Traversées\Kimsooja, curatée par les directrices artistiques Emma Lavigne et Emmanuelle de Montgazon, l'artiste présente plus d'une dizaine d'installations spécifiques au sein des monuments historiques de la ville, et ouvre la voix du dialogue entre art contemporain et histoire.

#### Autres installations
D'autres installations publiques importantes incluent A Needle Woman: Galaxy was a Memory, Earth is a Souvenir (2014); une sculpture monumentale commissionnée et installée pour la biennale du Cornell Council for the Arts en 2014. Mandala: Zone of Zero en 2003, et Lotus Zone of Zero, une commission publique pour le palais Rameau à Lille, où Kimsooja compose un cercle fait de 384 lanternes
En 2020, Kimsooja est la première artiste du XXIe siècle commissionnée pour réaliser les vitraux du transept sud de la Cathédrale Saint-Étienne de Metz dont l'inauguration a lieu à l'occasion du 800e anniversaire de la cathédrale. La fin des travaux et l'inauguration des nouveaux vitraux se tient en 2022.

## Expositions (sélection)
- Spirit of Gift, A Place of Sharing, Hancock Shaker Village, Massachusetts, États-Unis, 2022.
- Kimsooja : Metapainting, Kewenig Gallery, Majorque, Espagne, 2022.
- Kimsooja, To Breathe, installation pour l'atrium du musée, Leeum Museum, Séoul, Corée du Sud, 2021.
- Kimsooja: Sowing into Painting, Wanås Foundation, Wanås, Suède, 2020.
- Kimsooja: To Breathe, Yorkshire Sculpture Park, Wakefield, Royaume-Uni, 2019.
- Kimsooja: Archive of Mind, Peabody Essex Museum, Salem, États-Unis, 2019.
- Zone of Nowhere, PICA, Perth Institute of Contemporary Arts, Perth, Australie, 2018.
- Weaving the World, Kunstmuseum Liechtenstein, Vaduz, Liechtenstein, 2017.
- KIMSOOJA / Archive of Mind, MMCA, Seoul, Corée du Sud, 2016.
- Kimsooja, To Breathe, Centre Pompidou Metz, France, 2015.
- Kimsooja, Thread Routes, Guggenheim Bilbao, Espagne, 2015.
- Kimsooja / Unfolding, Vancouver Art Gallery, Vancouver, Canada, 2013.
- Kimsooja, Mumbai: A Laundry Field, Feldkirch Church, organisée avec le Kunstmuseum Liechtenstein, Liechtenstein, 2010.
- A Needle Woman - Paris, Hôtel De Ville Paris, mandaté par Nuit Blanche, Paris, France, 2009.
- Black Box: Kimsooja, Hirshhorn Museum and Sculpture Garden, Washington D.C., États-Unis, 2008.
- Kimsooja, To Breathe - A Mirror Woman, installation in-situ au Palais de Crista, mandaté par le Museo Nacional Centro de Arte Reina Sofía, Madrid, Espagne, 2006.
- Kimsooja, To Breathe / Respirare, Installation in situ à La Fenice Theater, conjointement avec une exposition personnelle à la Fondazione Bevilacqua la Masa, Venise, Italie, 2006.
- Kimsooja, To Breathe: Invisible Mirror / Invisible Needle, Théâtre du Châtelet, mandaté par Nuit Blanche Paris, France, 2006.
- Kimsooja, A Wind Woman, Peter Blum Gallery, Chelsea New York, États-Unis, 2006.
- Kimsooja, Conditions of Humanity, spectacle ambulant, Museum Kunst Palast, Düsseldorf, Allemagne ; Padiglione d'Arte Contemporanea, PAC, Milan, Italie ; Museum of Contemporary Art, Lyon, France, 2004.
- Kimsooja, A Laundry Woman, Kunsthalle, Wien, Autriche, 2002.
- Kimsooja, A Needle Woman, P.S.1 Contemporary Art Center / MOMA, New York, États-Unis, 2001.
- Kimsooja, A Needle Woman, Kunsthalle Bern, Bern, Suisse, 2001.
- Kimsooja, Bottari, Sprengel Museum, Hannover, Allemagne, 2001.
- Kimsooja, A Needle Woman, ICC, Tokyo, Japon, 2000.

## Biennales et triennales (sélection)
- Bienalsur, 3ème Biennale Internationale de l'Art Contemporain du Sud, Buenos Aires, Argentine, 2021.
- We Do Not Dream Alone, Asia Society Triennale, New York, États-Unis, 2020.
- Traversées\Kimsooja, événement donnant lieu à une dizaine d'installations in-situ, Poitiers, France, 2019.
- The Second Yinchuan Biennale, Musée d'Art Contemporain de Yinchuan, Yinchuan, Chine, 2018.
- Documenta 14: ANTIDORON - The EMST Collection, Fridericianum, Kassel, Allemagne, 2017.
- Socle du Monde Biennale, HEART (Herning Museum of Contemporary Art), Herning, Danemark, 2017.
- Inhabiting the World - Biennale de Busan 2014, Busan, Corée du Sud, 2014.
- Intimate Cosmologies: The Aesthetics of Scale in an Age of Nanotechnology. Première biennale de l'Université de Cornell, Ithaca, New York, États-Unis, 2014.
- Biennale Internationale d'Art Contemporain de Cartagena de Indias, Colombie, 2014.
- Pavillon Coréen, 55ème Biennale de Venise, Venise, Italie, 2013.
- ROUNDTABLE, 9ème Biennale de Gwangju, Corée du Sud, 2012.
- Beyond Mediations, Poznań Biennale, Centre d'Art Zamek, Poznań, Pologne, 2010.
- Dress Codes, 3ème ICP Trienniale de Photographie et de Video, International Centre International de la Photographie, New York, États-Unis, 2009.
- Against Exclusion - 3ème Biennale de Moscou, The Garage, Moscou, Russie, 2009.
- 4ème Triennale de l'Art d'Asie de Fukuoka, Japon, 2009.
- Always a Little Further, 51ème Biennale de Venise, Arsenale, Venise, Italie, 2005.
- 10ème Bienniale de l'Image en Mouvement, Genève, Suisse, 2003.
- Ideal City - Solares, 2ème Biennale de Valence, Valence, Espagne, 2003.
- 71ème Biennale de Whitney, Central Park, Whitney Museum of American Art, New York, États-Unis, 2002.
- Première Biennale de Busan, Metropolitan Museum, Busan, Corée du Sud, 2002.
- Partage d'exotismes, 5ème Biennale de Lyon, Halle Tony Garnier, Lyon, France, 2000.
- D'APERTutto, 48ème Biennale de Venise, Venise, Italie, 1999.
- Troisième Triennale d'Art Contemporain d'Asie-Pacifique, Queensland Art Gallery, Brisbane, Australie, 1999.
- 24ème Biennale de São Paulo, São Paulo, Brésil, 1998.
- Manifesta 1, Rotterdam, Pays-Bas, 1996.
- Première Biennale de Gwangju, Gwangju, Corée du Sud, 1995.

### Vidéographie
- Kimsooja, To Breathe, Centre Pompidou-Metz, film de Gilles Coudert (52 min / 2015 / a.p.r.e.s production / Centre Georges Pompidou), Dans le cadre de l’année France-Corée, l’artiste coréenne Kimsooja transfigure l’espace du Centre Pompidou-Metz avec son exposition To Breathe. Les surfaces vitrées recouvertes de films diffractant la lumière, le sol transformé en miroir sans fin recadrent toute notion d’horizontalité ou de verticalité, et la projection du spectre coloré accompagnée par la respiration de l’artiste, métamorphose l’espace en un immense tableau monochrome tridimensionnel, un paysage sensible et onirique, que les visiteurs peuvent traverser. Le film deGilles Coudert suit l’installation de l’exposition jusqu’à son accomplissement et est nourri des propos de Kimsooja et de la directrice du Centre Pompidou-Metz,Emma Lavigne, ainsi que des impressions de visiteurs.